# Asterina talacauveriana
Asterina talacauveriana är en svampart som beskrevs av Hosag. 2006. Asterina talacauveriana ingår i släktet Asterina och familjen Asterinaceae.   Inga underarter finns listade i Catalogue of Life.